# Ula javanica
Ula (Ula) javanica là một loài ruồi trong họ Pediciidae. Chúng phân bố ở vùng Indomalaya.